# Pétervására
Pétervására – miasto na Węgrzech, w komitacie Heves, siedziba władz powiatu Pétervására.